# Гарадаглы (Физулинский район)
Гарадаглы или Карадаглы (азерб. Qaradağlı) — село в Гаракёллунской административно-территориальной единице Физулинского района Азербайджана.

## География
Гарадаглы расположено на восточных предгорьях Карабахского хребта, в 11 км к юго-западу от города Физули.

## Топонимика
Название села происходит от названия кызылбашского племени карадаглы, которые и основали село. Название же самого племени происходит от названия Карадагского ханства.

## История
Село было основано кызылбашским племенем карадаглы.
В годы Российской империи село Карадаглы входило в состав Джебраильского уезда Елизаветпольской губернии.
В советские годы село Карадаглы было расположено в составе Физулинского района Азербайджанской ССР. В результате Первой карабахской войны в августе 1993 года перешло под контроль непризнанной Нагорно-Карабахской Республики.
15 октября 2020 года президент Азербайджана Ильхам Алиев заявил об освобождении войсками Азербайджана сёл Гарадаглы, Хатынбулак, Гаракёллу Физулинского района и сёл Булутан, Меликджанлы, Камартук, Тякя, Тагасер Ходжавендского района (в годы Азербайджанской ССР — Гадрутского района НКАО).

## Население
По данным «Свода статистических данных о населении Закавказского края, извлеченных из посемейных списков 1886 года» в селе Карадаглы Каракеллинского сельского округа Джебраильского уезда Елизаветпольской губернии был 31 дым и проживало 203 азербайджанца (указаны как «татары»), которые были суннитами по вероисповеданию и крестьянами.